# Giuseppe Guarascio
Giuseppe Paolo Guarascio (Cotronei, 7 ottobre 1928 – Catanzaro, 17 febbraio 2013) è stato un politico italiano.

## Biografia
Di professione insegnante di scuola elementare e convinto sostenitore del regionalismo, ha cominciato giovanissimo la sua carriera politica divenendo sindaco di Cotronei dal 1952 al 1961 e in seguito consigliere regionale della Calabria e vicepresidente della Regione Calabria. Per molti anni è stato anche presidente di Legautonomie Calabria.
È stato eletto senatore della IX Legislatura alle elezioni politiche del 1983.
Guarascio è morto a Catanzaro il 17 febbraio 2013.